# Kåpskärsklobben
Kåpskärsklobben är en ö i Åland (Finland). Den ligger i Skärgårdshavet och i kommunen Saltvik i landskapet Åland, i den sydvästra delen av landet. Ön ligger omkring 35 kilometer norr om Mariehamn och omkring 270 kilometer väster om Helsingfors.
Öns area är 6,6 hektar och dess största längd är 0,5 kilometer i nord-sydlig riktning. I omgivningarna runt Kåpskärsklobben växer i huvudsak barrskog.
Runt Kåpskärsklobben är det glesbefolkat, med 12 invånare per kvadratkilometer.